# Jamaica Say You Will
Jamaica Say You Will – piąty album muzyczny Joego Cockera 1975 roku.

## Lista utworów
| 1.  | „(That's What I Like) In My Woman” (Matthew Moore)            | 3:24  |
|     |                                                               |       |
| 2.  | „Where Am I Now” (Jesse Ed Davis)                             | 4:14  |
|     |                                                               |       |
| 3.  | „I Think It's Going to Rain Today” (Randy Newman)             | 3:59  |
|     |                                                               |       |
| 4.  | „Forgive Me Now” (Matthew Moore)                              | 3:24  |
|     |                                                               |       |
| 5.  | „Oh Mama” (Jim Price)                                         | 4:10  |
|     |                                                               |       |
| 6.  | „Lucinda” (Randy Newman)                                      | 3:53  |
|     |                                                               |       |
| 7.  | „If I Love You” (Daniel Moore)                                | 3:55  |
|     |                                                               |       |
| 8.  | „Jamaica, Say You Will” (Jackson Browne)                      | 4:15  |
|     |                                                               |       |
| 9.  | „It's All Over But the Shoutin'” (Joe Hinton, Johnny Bristol) | 3:54  |
|     |                                                               |       |
| 10. | „Jack-A-Diamonds” (Jim Price)                                 | 3:35  |
|     |                                                               |       |
|     |                                                               | 38:43 |
|     |                                                               |       |

## Skład
- Joe Cocker – wokal
- Ben Benay – gitara, harmonijka
- Jim Price – instrumenty klawiszowe, wokal wspierający
- Dan Sawyer – gitara
- Matthew Moore – wokal wspierający
- Jim Horn – saksofon altowy
- Daniel Moore – gitara, wokal wspierający
- Henry McCullough – gitara
- Trevor Lawrence – saksofon tenorowy
- Cynthia Barclay – wokal wspierający
- Bobby Keys – Saksofon tenorowy
- Chris Stewart – gitara basowa
- Richard Tee – instrumenty klawiszowe
- Chuck Rainey – gitara basowa
- Steve Madaio – trąbka
- Sherlie Matthews – wokal wspierający
- Carol Stallings – wokal wspierający
- Jean Roussel – organy
- Cornell Dupree – gitara
- Peggy Sandvig – instrumentacja
- Nicky Hopkins – pianino
- Bernard „Pretty” Purdie – perkusja
- Buzz Clifford – wokal wspierający
- Don Poncher – instrumenty perkusyjne
- Joanne Bell – wokal wspierający
- Jim Karstein – perkusja
- Clydie King – wokal wspierający
- Dave McDaniel – gitara basowa
- Venetta Fields – wokal wspierający
- Joe Correro – perkusja
- Sid Sharp – smyczki